# Talinolol
Talinololul este un medicament din clasa beta-blocantelor beta-1 selective.